# Silengas
Silengas is een bestuurslaag in het regentschap Simeulue van de provincie Atjeh, Indonesië. Silengas telt 395 inwoners (volkstelling 2010).